# Forța (Războiul stelelor)
Forța este cel mai important concept din universul fantastic Războiul stelelor. Filmul descrie puterea lui Obi-Wan Kenobi ca "un câmp de energie creat de toate lucrurile vii care ne înconjoară, aflat în noi, și care leagă galaxia împreună." Abilitatea de a folosi Forța poate dezvolta abilități de telekinezie, levitație, hipnoză avansată, percepție extrasenzorială, anticiparea viitorului etc.
Se crede că abilitatea de a interacționa cu Forța se datorează prezenței în celulele corpurilor vii a unor creaturi simbiotice (midi-chloriene). Cu toate acestea, simpla prezență a midi-chlorienelor nu presupune controlul asupra Forței - este nevoie de o perioadă lungă de timp de învățătură și antrenament. Consiliul Jedi crede că cel mai bun mod de a începe această pregătire este în copilăria timpurie și a dezvoltat un sistem de detectare a copiilor cu o concentrație mare de midi-chloriene. Cu permisiunea părinților acești copii sunt luați de maeștri ai ordinului Jedi pentru a-i instrui.

## Legături externe
- The Force la Wookieepedia: un wiki Războiul stelelor
- Jedi Mind Trick

Format:Jedi